# International Standard Classification of Occupations
Die Berufssystematik International Standard Classification of Occupations (deutsch Internationale Standardklassifikation der Berufe) ist ein von der Internationalen Arbeitsorganisation (ILO) zusammengestelltes, international gültiges monohierarchisches Klassifikationsschema für Gruppen von Berufen. Seit 1957 sind vier Fassungen der Klassifikation veröffentlicht worden, abgekürzt ISCO-58, ISCO-68, ISCO-88 sowie ISCO-08.
Die ISCO wird unter anderem von der Europäischen Gemeinschaft und innerhalb dieser von einzelnen Staaten als Grundlage für die Erstellung eigener Berufsklassifikationen genutzt.

## Grundlagen
Die standardisierte Klassifikation soll es ermöglichen, Bevölkerungs- und vor allem Arbeitsmarktstatistiken international vergleichbar zu machen. Darüber hinaus soll sie Ländern als Modell zur Erstellung eigener nationaler Berufssystematiken dienen. Vorgänger sind die ISCO-58 und die ISCO-68. Der für das Jahr 2008 angekündigte Nachfolger ISCO-08 befindet sich in der Entwurfsphase (Stand: August 2008).
Eng verwandte Berufe werden zu einer Berufsgruppe zusammengefasst, nach den jeweiligen Aufgaben und Pflichten einer Person gruppiert und in eine vierstufige, mit jeweils ein- bis vierstelligen Ziffernfolgen gekennzeichnete Hierarchie eingeordnet. Da sich diese Berufsgruppen und -gattungen nicht einfach auf alle Länder übertragen lassen, erstellen die einzelnen Länder auf diesem Grundkonzept ihre nationalen ISCO-Listen.

### Methodologie
Die ISCO fokussiert auf notwendige Fähigkeiten, um die mit einem Job verbundenen Aufgaben und Pflichten zu erfüllen (skills). Eine Unterscheidung erfolgt zwischen Anforderungsniveau (skill level) und berufsfachlicher Spezialisierung (skill specialisation).
- Das Anforderungsniveau erfasst „den Grad der Komplexität der Aufgaben“, und wird über die Ausbildungsstufen der International Standard Classification of Education (ISCED) definiert, ist also ausbildungsorientiert. Es wurde in vier breit gefasste Kategorien unterteilt.[1]
- Die berufsfachliche Spezialisierung erfasst „das Gebiet, auf dem Kenntnisse erforderlich sind, und ist durch die benutzten Werkzeuge und Maschinen, die zu bearbeitenden Werkstoffe sowie die Art der erzeugten Produkte und Dienstleistungen bestimmt.“[1]

Die ISCO unterscheidet vier Hierarchieebenen, deren Kodierung numerisch ist:
| | ISCO-08                                             | ISCO-88         |
| --- | --------------------------------------------------- | --------------- |
| - Berufshauptgruppen (major groups): - Berufsgruppen (sub-major groups): - Berufsuntergruppen (minor groups): - Berufsgattungen (unit groups): | 010 (0–9) 043 (01–96) 130 (011–962) 436 (0110–9629) | 010 028 116 390 |

## Kategorien der ISCO

### Berufshauptgruppen
| ISCO-08 | ISCO-88 |
| --- | --- |
| 1. Führungskräfte 2. Akademische Berufe 3. Techniker und gleichrangige nichttechnische Berufe 4. Bürokräfte und verwandte Berufe 5. Dienstleistungsberufe und Verkäufer 6. Fachkräfte in der Landwirtschaft und Fischerei 7. Handwerks- und verwandte Berufe 8. Anlagen- und Maschinenbediener und Montageberufe 9. Hilfsarbeitskräfte 10. Angehörige der regulären Streitkräfte | 1. Angehörige gesetzgebender Körperschaften, leitende Verwaltungsbedienstete und Führungskräfte in der Privatwirtschaft 2. Wissenschaftler (auch: Akademiker) 3. Techniker und gleichrangige nichttechnische Berufe 4. Bürokräfte 5. Dienstleistungsberufe 6. Fachkräfte in der Landwirtschaft und Fischerei 7. Handwerks- und verwandte Berufe 8. Anlagen- und Maschinenbediener sowie Montierer 9. Hilfsarbeitskräfte 10. Soldaten |

Zu den jeweiligen Untergliederungen siehe dort.

### Skill levels (ISCED–ISCO-Korrespondenz)
Die Bildungsebenen der ISCED fließen in die Skill levels (Anforderungsniveaus) der ISCO in Form des formal höchsten Abschlusses ein.
| ISCED Level | ISCED Level | ISCED Level                                                                                     | ISCO Skill Level | ISCO-08 Hauptgruppen, allgemeine Entsprechung | ISCO-08 Hauptgruppen, allgemeine Entsprechung |
| −11         | −97         |                                                                                                 | ISCO Skill Level | ISCO-08 Hauptgruppen, allgemeine Entsprechung | ISCO-08 Hauptgruppen, allgemeine Entsprechung |
| ----------- | ----------- | ----------------------------------------------------------------------------------------------- | ---------------- | --------------------------------------------- | --------------------------------------------- |
| 1           | 1           | Grundbildung (Primarstufe)                                                                      | 1                | 9                                             | Hilfsarbeitskräfte                            |
| 2, 3        | 2, 3        | Sekundarbildung (untere und obere Sekundarstufe); Grundberufsbildung, berufliche Erstausbildung | 2                | 4–8                                           | Fachkräfte                                    |
| 5           | 4, 5B       | Postsekundare Bildung und Tertiärbildung (nichtuniversitäre Kurzprogramme)                      | 3                | 3                                             | Gehobene Fachkräfte (A)                       |
| 6, 7, 8     | 5A, 6       | Hochschulausbildung (Tertiärbildung, akademisch)                                                | 4                | 2                                             | Akademische Berufe                            |

- Der ISCED-11-Level 4 (Postsekundare nichttertiäre Bildung) wurde bewusst nicht erfasst, da er international zu vielfältig ist.
- Die ISCO-Hauptgruppen 0 (Militär) und 1 (Führungskräfte) sind ohne bildungsspezifische Zuordnung.
- Die konkrete nationale Zuordnung gewisser Klassen von Bildungsabschlüssen erfolgt nach geeigneter Einstufung.

(A) Techniker und gleichrangige nichttechnische Berufe: „Technische und ähnliche Aufgaben im Zusammenhang mit der Erforschung und Anwendung von wissenschaftlichen oder künstlerischen Konzepten und Betriebsmethoden sowie von staatlichen oder wirtschaftlichen Regelungen.“

## Übernahmen

### Europa: ISCO (COM)
Mit der ISCO-88 (COM) (von englisch common ‚gemein(sam)‘) wurde vom Statistischen Amt der Europäischen Gemeinschaften (Eurostat) eine eigene, auf die Belange innerhalb der Europäischen Gemeinschaft ausgelegte Berufsklassifikation auf Grundlage der ISCO-88 erstellt. Sie sollte in erster Linie als gemeinsame Basis für länderübergreifende statistische Zwecke dienen, um die in einigen europäischen Ländern etablierten nationalen, schwer durch die ISCO ersetzbaren Systematiken vergleichbar zu machen.
Die ISCO-88 (COM) gliederte sich in:
- 10 Berufshauptgruppen
- 28 Berufsgruppen
- 116 Berufsuntergruppen
- 390 Berufsgattungen

Im Rahmen der ISCO-08 wurde beschlossen, keine spezielle europäische Fassung mehr zu erarbeiten. Die neue Fassung ist jedoch nur eine Empfehlung, nicht verpflichtend. In einigen Verordnungen wird aber explizit die Verwendung der ISCO-08 gefordert.
Innerhalb der Neufassung haben die deutschsprachigen Länder (Deutschland, Österreich, Schweiz) eine gemeinsame deutschsprachige Fassung der Erläuterungen der ISCO-08 auf Basis der englischsprachigen Erläuterungen Version 1.5a vom April 2011 erarbeitet, da weder die ILO noch die EU deutsche Fassungen publizieren.
In Aufbau ist die europäische Klassifizierung für Fähigkeiten/Kompetenzen, Qualifikationen und Berufe (European Skills, Competences, Qualifications and Occupations, ESCO), die die Einbettung der ISCO in den Europäischen Qualifikationsrahmen vornimmt, und in 26 Sprachen verfügbar sein wird.

### Österreich: Ö-ISCO
Die in Österreich verwendete Berufsklassifikation Ö-ISCO (heute ÖISCO) wurde auf Basis der ISCO-88(COM) von der Statistik Austria erstellt. Sie ersetzte die von 1961 bis 1991 verwendete Österreichische Berufssystematik (ÖBS). Auf der untersten Ebene umfasste die ÖISCO-88 372 Berufsgattungen. 2009 wurde beschlossen, die ISCO-08 direkt zu verwenden (ÖISCO-08, in der deutschen Fassung).
Bei der Ö-ISCO werden noch vier Zusatzmerkmale angegeben, in denen auch die Betriebsgröße, Branche, die Bildung sowie die Stellung innerhalb des Betriebes angegeben werden.

### Deutschland: KldB anstelle der ISCO
In Deutschland wird die ISCO (COM) hauptsächlich von privatwirtschaftlichen Unternehmen genutzt, um die europaweite Vergleichbarkeit statistischer Erhebungen zu gewährleisten. Etabliert ist weiterhin die Klassifizierung der Berufe (KldB 2010) des Statistischen Bundesamts.
Auf der Internationalen Standardklassifikation der Berufe beziehen sich gesetzliche Regelungen für die Blaue Karte EU für Menschen, die bestimmte Berufe ausüben – derzeit Berufe aus den Gruppen 21, 221 oder 25 (§ 2 Abs. 2 BeschV), also (Stand: 2018) Naturwissenschaftler, Mathematiker, Architekten, Raum-, Stadt- und Verkehrsplaner, Designer, Ingenieure, Ingenieurswissenschaftler, Humanmediziner (außer Zahnärzte) und akademische Fachkräfte in der Informations- und Kommunikationstechnologie.